# Daniela Porcelli
Daniela Porcelli (ur. 15 października 1961 w Cagliari) – włoska lekkoatletka, sprinterka i biegaczka średniodystansowa, olimpijka.

## Kariera sportowa
Zajęła 7. miejsce w sztafecie 4 × 400 metrów i nie ukończyła biegu półfinałowego na 400 metrów na mistrzostwach Europy juniorów w 1979 w Bydgoszczy.
Odpadła w eliminacjach biegu na 800 metrów i sztafety 4 × 400 metrów na igrzyskach olimpijskich w 1980 w Moskwie (sztafeta włoska biegła w składzie: Rossana Lombardo, Agnese Possamai, Porcelli i Erica Rossi).
Była halową mistrzynią Włoch w biegu na 400  metrów w 1978.
Rekordy życiowe:
- bieg na 400 metrów – 53,80 (1979)
- bieg na 800 metrów – 2:01,43 (24 czerwca 1980, Turyn, rekord Włoch juniorek)